# Hosokawa Masamoto
Hosokawa Masamoto est un nom japonais traditionnel ; le nom de famille (ou le nom d'école), Hosokawa, précède donc le prénom (ou le nom d'artiste).
Hosokawa Masamoto (細川 政元, 1466-1er août 1507) est un kanrei (ministre du shôgun durant l'époque de Muromachi) du clan Hosokawa et le fils de Hosokawa Katsumoto. Masamoto s’empare brièvement de ce poste durant l'année 1486, profitant du désordre dans le shogounat Ashikaga. Il rentre alors en conflit avec Hatakeyama Masanaga, mais finit par prendre le dessus en 1493. Lorsque Ashikaga Yoshihisa meurt sans enfants en 1489, Masamoto soutient la nomination d'Ashikaga Yoshizumi comme successeur en opposition à Ashikaga Yoshitane. Masamoto pense que le poste de kanrei serait revenu à Hatakeyama Masanaga, en raison de sa proximité avec Yoshitane, et de ses objections à l'élévation de ce dernier. Au cours de la lutte de Masanaga avec une branche rivale du clan Hatakeyama, Yoshitane conduit des troupes à l'aide de Masanaga. Masamoto aide ensuite la branche rivale Hatakeyama avec ses propres forces et vainc finalement celles de Masanaga et Yoshitane. Masanaga se suicide en 1493 lors de la bataille et Yoshitane revient prisonnier à Kyoto, Masamoto reprend alors le poste de kanrei. Masamoto exile Yoshitane et fait d'Ashikaga Yoshizumi le successeur. Le nouveau shôgun est cependant un pantin et Masamoto est le véritable homme fort du gouvernement shogounal:
«Masamoto prend un ton méprisant avec le shogun et l'empereur. "celui qui n'a pas le pouvoir n'a pas à se prétendre souverain" aurait-il déclaré. » (Pierre François Souyri dans Histoire du Japon, dir. Francine Hérail)
La même année, Masamoto mène une campagne contre ses adversaires de la province de Yamashiro. Masamoto, qui n'a pas d'enfant, (beaucoup pensent qu'il est homosexuel[réf. nécessaire]), adopte ensuite Sumiyuki et Sumimoto comme ses fils. Les obligés de Hosokawa se disputent alors pendant très longtemps pour savoir qui doit être le successeur des Hosokawa. En 1504, Masamoto élimine Yakushiji Motoichi qui est un partisan de Sumitomo (dont il ne veut pas comme successeur). En 1506, Masamoto est menacé par une armée emmenée par Miyoshi Yukinaga, un autre partisan de Sumitomo. Parce que Masamoto choisit alors quelqu'un d'autre comme successeur, Kosai Motonaga et Sumiyuki font irruption dans la maison de Masamoto au cours de l'année 1507, et le tuent tandis qu'il prend un bain.

## Source de la traduction
- (en) Cet article est partiellement ou en totalité issu de l’article de Wikipédia en anglais intitulé « Hosokawa Masamoto » (voir la liste des auteurs).